# جورجي كوليكوف
جورجي كوليكوف (بالروسية: Георгий Иванович Куликов)‏ هو ممثل روسي (وحمل سابقاً جنسية الاتحاد السوفيتي)، ولد في 9 يونيو 1924 بالاتحاد السوفيتي، وتوفي في 24 ديسمبر 1995. من الجوائز التي نالها ميدالية العمالة المبهرة ‏.

## جوائز
- ميدالية العمالة المبهرة [الإنجليزية]‏

## وصلات خارجية
- جورجي كوليكوف على موقع IMDb (الإنجليزية)
- جورجي كوليكوف على موقع قاعدة بيانات الفيلم (الإنجليزية)